# 창선초등학교
창선초등학교는 대한민국 경상남도 남해군 창선면 상죽리에 있는 공립 초등학교이다.

## 학교 연혁
- 1921년 10월 10일 창선공립보통학교(4년제) 개교
- 1923년 4월 1일 6년제 인가
- 1938년 4월 1일 창선공립심상소학교로 개칭
- 1941년 4월 1일 창선공립국민학교로 개칭
- 1981년 10월 10일 개교 60주년 행사
- 1994년 9월 1일 진동분교장 통폐합
- 1996년 3월 1일 창선초등학교로 개칭
- 1999년 9월 1일 창선면내 5개교(광천, 동창선, 서창선, 북창선) 통폐합
- 2000년 12월 20일 개축 교사 준공
- 2016년 3월 1일 제31대 임경숙 교장 취임
- 2017년 2월 10일 제95회 졸업(졸업생 9,613명)

## 참고 자료
- 창선초등학교 - 한국교육학술정보원 학교알리미